# اچ‌ام‌اس مارلبرو (۱۸۵۵)
اچ‌ام‌اس مارلبرو (۱۸۵۵) (به انگلیسی: HMS Marlborough (1855)) یک کشتی بود که طول آن ۲۴۰ فوت (۷۳ متر) بود. این کشتی در سال ۱۸۵۵ ساخته شد.